# Yorgo Constantine
Yorgo Constantine (New York) is een Amerikaans/Grieks acteur.

## Biografie
Constantine werd geboren in New York bij een vader die als immigrant uit Griekenland was gekomen, en groeide op in de wijk TriBeCa van Manhattan (New York). Hij ging studeren aan de Universiteit van Boston in Boston, om na een semester over te stappen naar de New York-universiteit in New York. Voordat hij acteur werd was zijn plan om professioneel tennisser te worden. Het acteren heeft hij geleerd aan de Tisch School of the Arts in New York.

## Carrière
Constantine begon in 1991 met acteren in de film Murder 101. Hierna heeft hij nog meerdere rollen gespeeld in films en televisieseries zoals Beverly Hills, 90210 (1998), Phone Booth (2002), Resurrection Blvd. (2002), Live Free or Die Hard (2007) en Fast Five (2011).

## Filmografie

### Films
Uitgezonderd korte films.
- 2016 You Only Live Once - als Alex
- 2015 Parallels - als Alex Carver
- 2012 Stand Up Guys - als Paul
- 2011 Alyce – als Warner
- 2011 Fast Five – als Chato
- 2011 Dead Space: Aftermath – als Commandant Sergenko (stem) - animatiefilm
- 2008 Depth Charge – als Andreyev
- 2007 Live Free or Die Hard – als Russo
- 2007 Death Sentence – als Michael Barring
- 2007 Fracture – als advocaat van de Russen
- 2006 Catch and Release – als medewerker
- 2006 Faceless – als ??
- 2005 Shopgirl – als manager
- 2004 The Last Shot – als ??
- 2004 Target – als Yevon Bodnar
- 2002 Phone Booth – als ESU Commandant
- 2002 Fits and Starts – als Serge
- 2000 Cement – als Danny
- 1999 Gone to Maui – als dealer
- 1998 Why Do Fools Fall in Love – als omroeper
- 1996 Hostile Intentions – als Kris
- 1995 Return ot Two Moon Junction – als Robert Lee
- 1993 A Perry Mason Mystery: The Case of the Wicked Wives – als ??
- 1991 A Mother's Justice – als Danny Pryne
- 1991 Murder 101 – als Jon Steinmetz

### Televisieseries
Uitgezonderd eenmalige gastrollen.
- 2014 - 2015 Madam Secretary - als minister buitenlandse zaken Rusland Anton Gorev - 5 afl.
- 2013 Mob City - als Ace - 2 afl.
- 2007 Close to Home – als Phil Deshayes – 2 afl.
- 2006 24 – als Mikhail – 3 afl.
- 2002 Resurrection Blvd. – als Washburn – 5 afl.
- 1998 Beverly Hills, 90210 – als Frank Saunders – 2 afl.

### Computerspellen
- 2020 Call of Duty: Black Ops Cold War - als stem
- 2008 The Bourne Conspiracy – als stem
- 2015 Devil's Third -als stem (Ivan)